# Terzio Verlag
Der Terzio Verlag ist ein deutscher Verlag, der sich auf Medien für Kinder von 3 bis 14 Jahren spezialisiert hat. Von der Gründung im Jahr 1997 bis zum Jahr 2011 hatte er seinen Sitz in München. Der Carlsen Verlag mit Sitz in Hamburg erwarb ihn 2012 und führte ihn als eigenes Imprint fort. Heute gehört Terzio zum Annette Betz Verlag.

## Geschichte
Der Verlag wurde im Jahr 1997 durch Iris Bellinghausen und Ralph Möllers gegründet und hatte seinen Sitz in München. Zu seinen Produkten gehören neben Büchern und CDs auch Software.
Der Aufstieg zum deutschen Marktführer im Segment Kindersoftware begann mit der Löwenzahn-CD-ROM Reihe, die in eine Koproduktion mit dem ZDF gestaltet wurde. Im Jahr 2000 kam mit Ritter Rost ein weiteres Erfolgsprodukt dazu. Im Jahr 2002 erstellte Terzio zusammen mit ChessBase das Schachlernprogramm für Kinder Fritz und Fertig – Schach lernen und trainieren. Im Jahr 2004 stieg Terzio mit Willy Werkel und Ritter Rost ins DVD-Geschäft für Kinder ein.
Seit 2007 gehörte auch die edition quinto, herausgegeben von Christine Paxmann, zum Verlag. In dieser eigenständigen Buchreihe erscheinen literarische Kinder- und Jugendbücher. Ebenfalls seit Januar 2007 war Terzio Mehrheitsgesellschafter des Titania Verlages. Verleger und Mitgesellschafter des Titania Verlages ist Mathias Berg. Bei Titania erscheinen unter anderem die Bilderbuchklassiker von Fritz Baumgarten. 
Zum 11. August 2011 verkaufte Terzio seine Anteile am Titania Verlag an Edition XXL. Zum 1. Januar 2012 hat der Carlsen Verlag, Hamburg, Rechte und Bestände des Terzio Verlags übernommen, Terzio wird als eigenes Imprint weitergeführt. Möllers und Bellinghausen vermarkten weiterhin (als Lizenznehmer) die Musik-, Bühnen-, Film/TV- und sämtliche Nebenrechte von Ritter Rost. Mit der Marke Quinto bleiben sie zudem auch weiterhin als Kindermedienverleger tätig.